# Campeonato de Fútbol de Costa Rica 1971
La temporada 1971 de la Primera División fue la 52.ª edición de la máxima categoría del sistema de Ligas costarricenses de fútbol.

## Sistema de competición
La competición constó de un grupo único integrado por ocho clubes. Siguiendo un sistema de liga, los equipos se enfrentaron entre sí en dos rondas independientes de 14 jornadas cada una, para un total de 28 fechas. Al término de cada ronda, el equipo con mayor cantidad de puntos avanzó a la gran final del campeonato.
La final se disputó a dos partidos, entre los líderes de cada ronda. En caso de que un mismo equipo ganara ambas vueltas, se proclamaba campeón automáticamente sin necesidad de disputar la final.
El descenso se definió entre el equipo que finalizó en la última posición de la primera ronda y el colero de la segunda ronda, también mediante una serie a ida y vuelta. El perdedor fue relegado a la segunda división.

## Información de los equipos
Tomaron parte en el torneo ocho clubes.
| Equipo      | Ciudad     | Estadio          |
| ----------- | ---------- | ---------------- |
| Alajuelense | Alajuela   | Morera Soto      |
| Cartaginés  | Cartago    | "Fello" Meza     |
| Herediano   | Heredia    | Rosabal Cordero  |
| México      | San José   | Nacional         |
| Puntarenas  | Puntarenas | "Lito" Pérez     |
| Ramonense   | San Ramón  | Guillermo Vargas |
| Rohrmoser   | San José   | Nacional         |
| Saprissa    | San José   | Nacional         |

### Relevo de plazas
| Descendido a Segunda División |
| ----------------------------- |
| Municipal Turrialba           |
| C. S. Uruguay                 |

| Ascendido de Segunda División |
| ----------------------------- |
| Rohrmoser F. C.               |

## Clasificación

### Primera ronda
| Pos. | Equipo               | Pts. | PJ | G  | E | P | GF | GC | Dif. | Notas                     |
| ---- | -------------------- | ---- | -- | -- | - | - | -- | -- | ---- | ------------------------- |
| 1    | Deportivo Saprissa   | 21   | 14 | 10 | 1 | 3 | 31 | 13 | +18  | Clasifica a la gran final |
| 2    | L. D. Alajuelense    | 19   | 14 | 8  | 3 | 3 | 30 | 12 | +18  |                           |
| 3    | C. S. Herediano      | 16   | 14 | 5  | 6 | 3 | 25 | 20 | +5   |                           |
| 4    | Rohrmoser F. C.      | 15   | 14 | 5  | 5 | 4 | 18 | 17 | +1   |                           |
| 5    | Municipal Puntarenas | 11   | 14 | 3  | 5 | 6 | 21 | 30 | −9   |                           |
| 6    | Deportivo México     | 11   | 14 | 4  | 3 | 7 | 17 | 23 | −6   |                           |
| 7    | C. S. Cartaginés     | 10   | 14 | 3  | 4 | 7 | 16 | 30 | −14  |                           |
| 8    | A. D. Ramonense      | 9    | 14 | 3  | 3 | 8 | 17 | 30 | −13  | Serie por la permanencia  |

 Fuente: La República
Criterios de clasificación: Puntos · Diferencia de goles · Goles a favor

### Segunda ronda
| Pos. | Equipo               | Pts. | PJ | G | E | P | GF | GC | Dif. | Notas                     |
| ---- | -------------------- | ---- | -- | - | - | - | -- | -- | ---- | ------------------------- |
| 1    | L. D. Alajuelense    | 20   | 14 | 9 | 2 | 3 | 36 | 13 | +23  | Clasifica a la gran final |
| 2    | Deportivo Saprissa   | 20   | 14 | 9 | 2 | 3 | 26 | 15 | +11  |                           |
| 3    | C. S. Herediano      | 16   | 14 | 5 | 6 | 3 | 21 | 18 | +3   |                           |
| 4    | Municipal Puntarenas | 15   | 14 | 6 | 3 | 5 | 21 | 16 | +5   |                           |
| 5    | C. S. Cartaginés     | 15   | 14 | 6 | 3 | 5 | 29 | 25 | +4   |                           |
| 6    | Deportivo México     | 10   | 14 | 3 | 4 | 7 | 12 | 27 | −15  |                           |
| 7    | A. D. Ramonense      | 9    | 14 | 4 | 1 | 9 | 13 | 30 | −17  |                           |
| 8    | Rohrmoser F. C.      | 7    | 14 | 2 | 3 | 9 | 13 | 27 | −14  | Serie por la permanencia  |

 Fuente: La República
Criterios de clasificación: Puntos · Diferencia de goles · Goles a favor

## Resultados
El calendario de los partidos se dio a conocer el 9 de febrero de 1971. Los horarios corresponden al tiempo de Costa Rica (UTC-6).
| Jornada 1   | Jornada 1 | Jornada 1  | Jornada 1        | Jornada 1   | Jornada 1 |
| Local       | Resultado | Visitante  | Estadio          | Fecha       | Hora      |
| ----------- | --------- | ---------- | ---------------- | ----------- | --------- |
| Alajuelense | 5 - 1     | Cartaginés | Nacional         | 17 de marzo | 20:30     |
| Herediano   | 3 - 0     | Rohrmoser  | Rosabal Cordero  | 21 de marzo | 11:00     |
| Ramonense   | 0 - 1     | Saprissa   | Guillermo Vargas | 21 de marzo | 11:00     |
| México      | 3 - 1     | Puntarenas | Nacional         | 21 de marzo | 11:00     |

| Jornada 2   | Jornada 2 | Jornada 2  | Jornada 2   | Jornada 2   | Jornada 2 |
| Local       | Resultado | Visitante  | Estadio     | Fecha       | Hora      |
| ----------- | --------- | ---------- | ----------- | ----------- | --------- |
| Saprissa    | 2 - 1     | Herediano  | Nacional    | 24 de marzo | 20:00     |
| Cartaginés  | 2 - 1     | Ramonense  | Fello Meza  | 28 de marzo | 11:00     |
| Rohrmoser   | 0 - 1     | Puntarenas | Nacional    | 28 de marzo | 11:00     |
| Alajuelense | 0 - 1     | México     | Morera Soto | 14 de abril | 20:00     |

| Jornada 3  | Jornada 3 | Jornada 3   | Jornada 3        | Jornada 3  | Jornada 3 |
| Local      | Resultado | Visitante   | Estadio          | Fecha      | Hora      |
| ---------- | --------- | ----------- | ---------------- | ---------- | --------- |
| México     | 0 - 2     | Rohrmoser   | Nacional         | 4 de abril | 11:00     |
| Puntarenas | 1 - 4     | Saprissa    | Lito Pérez       | 4 de abril | 11:00     |
| Herediano  | 3 - 2     | Cartaginés  | Rosabal Cordero  | 4 de abril | 11:00     |
| Ramonense  | 0 - 0     | Alajuelense | Guillermo Vargas | 4 de abril | 11:00     |

| Jornada 4   | Jornada 4 | Jornada 4  | Jornada 4        | Jornada 4   | Jornada 4 |
| Local       | Resultado | Visitante  | Estadio          | Fecha       | Hora      |
| ----------- | --------- | ---------- | ---------------- | ----------- | --------- |
| Ramonense   | 2 - 1     | México     | Guillermo Vargas | 18 de abril | 11:00     |
| Alajuelense | 1 - 1     | Herediano  | Morera Soto      | 18 de abril | 11:00     |
| Cartaginés  | 1 - 0     | Puntarenas | Fello Meza       | 18 de abril | 11:00     |
| Saprissa    | 5 - 2     | Rohrmoser  | Nacional         | 18 de abril | 11:00     |

| Jornada 5  | Jornada 5 | Jornada 5   | Jornada 5       | Jornada 5   | Jornada 5 |
| Local      | Resultado | Visitante   | Estadio         | Fecha       | Hora      |
| ---------- | --------- | ----------- | --------------- | ----------- | --------- |
| Rohrmoser  | 1 - 1     | Cartaginés  | Nacional        | 21 de abril | 20:00     |
| México     | 0 - 2     | Saprissa    | Nacional        | 25 de abril | 11:00     |
| Puntarenas | 3 - 2     | Alajuelense | Lito Pérez      | 25 de abril | 11:00     |
| Herediano  | 3 - 2     | Ramonense   | Rosabal Cordero | 25 de abril | 11:00     |

| Jornada 6   | Jornada 6 | Jornada 6  | Jornada 6        | Jornada 6  | Jornada 6 |
| Local       | Resultado | Visitante  | Estadio          | Fecha      | Hora      |
| ----------- | --------- | ---------- | ---------------- | ---------- | --------- |
| Herediano   | 1 - 1     | México     | Rosabal Cordero  | 2 de mayo  | 11:00     |
| Ramonense   | 5 - 1     | Puntarenas | Guillermo Vargas | 2 de mayo  | 11:00     |
| Cartaginés  | 0 - 2     | Saprissa   | Fello Meza       | 2 de mayo  | 11:00     |
| Alajuelense | 1 - 1     | Rohrmoser  | Morera Soto      | 6 de junio | 11:00     |

| Jornada 7  | Jornada 7 | Jornada 7   | Jornada 7  | Jornada 7  | Jornada 7 |
| Local      | Resultado | Visitante   | Estadio    | Fecha      | Hora      |
| ---------- | --------- | ----------- | ---------- | ---------- | --------- |
| Cartaginés | 2 - 1     | México      | Fello Meza | 9 de mayo  | 11:00     |
| Rohrmoser  | 0 - 0     | Ramonense   | Nacional   | 9 de mayo  | 11:00     |
| Puntarenas | 2 - 2     | Herediano   | Lito Pérez | 9 de mayo  | 11:00     |
| Saprissa   | 1 - 2     | Alajuelense | Nacional   | 12 de mayo | 20:00     |

| Jornada 8  | Jornada 8 | Jornada 8   | Jornada 8  | Jornada 8  | Jornada 8 |
| Local      | Resultado | Visitante   | Estadio    | Fecha      | Hora      |
| ---------- | --------- | ----------- | ---------- | ---------- | --------- |
| Puntarenas | 2 - 2     | México      | Lito Pérez | 16 de mayo | 11:00     |
| Saprissa   | 4 - 1     | Ramonense   | Nacional   | 20 de mayo | 20:00     |
| Rohrmoser  | 2 - 1     | Herediano   | Nacional   | 23 de mayo | 11:00     |
| Cartaginés | 1 - 6     | Alajuelense | Fello Meza | 23 de mayo | 11:00     |

| Jornada 9  | Jornada 9 | Jornada 9   | Jornada 9        | Jornada 9   | Jornada 9 |
| Local      | Resultado | Visitante   | Estadio          | Fecha       | Hora      |
| ---------- | --------- | ----------- | ---------------- | ----------- | --------- |
| México     | 0 - 1     | Alajuelense | Nacional         | 2 de junio  | 11:00     |
| Ramonense  | 0 - 0     | Cartaginés  | Guillermo Vargas | 6 de junio  | 11:00     |
| Herediano  | 1 - 1     | Saprissa    | Rosabal Cordero  | 20 de junio | 11:00     |
| Puntarenas | 1 - 1     | Rohrmoser   | Palmares         | 20 de junio | 11:00     |

| Jornada 10  | Jornada 10 | Jornada 10 | Jornada 10  | Jornada 10  | Jornada 10 |
| Local       | Resultado  | Visitante  | Estadio     | Fecha       | Hora       |
| ----------- | ---------- | ---------- | ----------- | ----------- | ---------- |
| Rohrmoser   | 1 - 0      | México     | Nacional    | 26 de mayo  | 20:00      |
| Alajuelense | 6 - 2      | Ramonense  | Morera Soto | 13 de junio | 11:00      |
| Saprissa    | 2 - 0      | Puntarenas | Nacional    | 11 de julio | 11:00      |
| Cartaginés  | 1 - 3      | Herediano  | Fello Meza  | 18 de julio | 11:00      |

| Jornada 11 | Jornada 11 | Jornada 11  | Jornada 11      | Jornada 11  | Jornada 11 |
| Local      | Resultado  | Visitante   | Estadio         | Fecha       | Hora       |
| ---------- | ---------- | ----------- | --------------- | ----------- | ---------- |
| Puntarenas | 1 - 1      | Cartaginés  | Nacional        | 9 de junio  | 20:00      |
| Rohrmoser  | 3 - 1      | Saprissa    | Nacional        | 13 de junio | 11:00      |
| Herediano  | 1 - 0      | Alajuelense | Rosabal Cordero | 11 de julio | 11:00      |
| México     | 2 - 1      | Ramonense   | Nacional        | 18 de julio | 11:00      |

| Jornada 12  | Jornada 12 | Jornada 12 | Jornada 12       | Jornada 12  | Jornada 12 |
| Local       | Resultado  | Visitante  | Estadio          | Fecha       | Hora       |
| ----------- | ---------- | ---------- | ---------------- | ----------- | ---------- |
| Saprissa    | 4 - 1      | México     | Nacional         | 6 de junio  | 20:00      |
| Cartaginés  | 2 - 2      | Rohrmoser  | Fello Meza       | 4 de julio  | 11:00      |
| Ramonense   | 2 - 1      | Herediano  | Guillermo Vargas | 4 de julio  | 11:00      |
| Alajuelense | 4 - 0      | Puntarenas | Morera Soto      | 18 de julio | 11:00      |

| Jornada 13 | Jornada 13 | Jornada 13  | Jornada 13 | Jornada 13  | Jornada 13 |
| Local      | Resultado  | Visitante   | Estadio    | Fecha       | Hora       |
| ---------- | ---------- | ----------- | ---------- | ----------- | ---------- |
| Saprissa   | 2 - 0      | Cartaginés  | Nacional   | 23 de junio | 20:00      |
| Puntarenas | 6 - 1      | Ramonense   | Lito Pérez | 27 de junio | 11:00      |
| México     | 2 - 2      | Herediano   | Nacional   | 29 de junio | 20:00      |
| Rohrmoser  | 0 - 1      | Alajuelense | Nacional   | 7 de julio  | 20:00      |

| Jornada 14  | Jornada 14 | Jornada 14 | Jornada 14       | Jornada 14  | Jornada 14 |
| Local       | Resultado  | Visitante  | Estadio          | Fecha       | Hora       |
| ----------- | ---------- | ---------- | ---------------- | ----------- | ---------- |
| Herediano   | 2 - 2      | Puntarenas | Rosabal Cordero  | 6 de junio  | 11:00      |
| México      | 3 - 2      | Cartaginés | Nacional         | 16 de junio | 20:00      |
| Alajuelense | 1 - 0      | Saprissa   | Nacional         | 4 de julio  | 11:00      |
| Ramonense   | 0 - 3      | Rohrmoser  | Guillermo Vargas | 11 de julio | 11:00      |

| Jornada 15  | Jornada 15 | Jornada 15 | Jornada 15       | Jornada 15   | Jornada 15 |
| Local       | Resultado  | Visitante  | Estadio          | Fecha        | Hora       |
| ----------- | ---------- | ---------- | ---------------- | ------------ | ---------- |
| Ramonense   | 0 - 3      | Saprissa   | Guillermo Vargas | 25 de julio  | 11:00      |
| Alajuelense | 4 - 2      | Cartaginés | Nacional         | 5 de agosto  | 20:00      |
| Herediano   | 1 - 1      | Rohrmoser  | Rosabal Cordero  | 8 de agosto  | 11:00      |
| México      | 2 - 3      | Puntarenas | Nacional         | 15 de agosto | 11:00      |

| Jornada 16  | Jornada 16 | Jornada 16 | Jornada 16  | Jornada 16      | Jornada 16 |
| Local       | Resultado  | Visitante  | Estadio     | Fecha           | Hora       |
| ----------- | ---------- | ---------- | ----------- | --------------- | ---------- |
| Alajuelense | 6 - 1      | México     | Morera Soto | 25 de julio     | 11:00      |
| Rohrmoser   | 2 - 1      | Puntarenas | Nacional    | 25 de julio     | 11:00      |
| Saprissa    | 2 - 2      | Herediano  | Nacional    | 29 de agosto    | 11:00      |
| Cartaginés  | 2 - 0      | Ramonense  | Fello Meza  | 5 de septiembre | 11:00      |

| Jornada 17 | Jornada 17 | Jornada 17  | Jornada 17       | Jornada 17   | Jornada 17 |
| Local      | Resultado  | Visitante   | Estadio          | Fecha        | Hora       |
| ---------- | ---------- | ----------- | ---------------- | ------------ | ---------- |
| Herediano  | 2 - 1      | Cartaginés  | Rosabal Cordero  | 25 de julio  | 11:00      |
| México     | 1 - 1      | Rohrmoser   | Nacional         | 2 de agosto  | 11:00      |
| Puntarenas | 3 - 0      | Saprissa    | Lito Pérez       | 8 de agosto  | 11:00      |
| Ramonense  | 0 - 1      | Alajuelense | Guillermo Vargas | 22 de agosto | 11:00      |

| Jornada 18  | Jornada 18 | Jornada 18 | Jornada 18       | Jornada 18   | Jornada 18 |
| Local       | Resultado  | Visitante  | Estadio          | Fecha        | Hora       |
| ----------- | ---------- | ---------- | ---------------- | ------------ | ---------- |
| Saprissa    | 3 - 0      | Rohrmoser  | Nacional         | 21 de julio  | 20:00      |
| Alajuelense | 2 - 4      | Herediano  | Nacional         | 1 de agosto  | 11:00      |
| Ramonense   | 0 - 1      | México     | Guillermo Vargas | 8 de agosto  | 11:00      |
| Cartaginés  | 3 - 1      | Puntarenas | Fello Meza       | 22 de agosto | 11:00      |

| Jornada 19 | Jornada 19 | Jornada 19  | Jornada 19      | Jornada 19   | Jornada 19 |
| Local      | Resultado  | Visitante   | Estadio         | Fecha        | Hora       |
| ---------- | ---------- | ----------- | --------------- | ------------ | ---------- |
| Rohrmoser  | 2 - 3      | Cartaginés  | Nacional        | 11 de agosto | 20:00      |
| Herediano  | 2 - 2      | Ramonense   | Rosabal Cordero | 15 de agosto | 11:00      |
| México     | 2 - 1      | Saprissa    | Nacional        | 18 de agosto | 20:00      |
| Puntarenas | 1 - 1      | Alajuelense | Lito Pérez      | 29 de agosto | 11:00      |

| Jornada 20  | Jornada 20 | Jornada 20 | Jornada 20       | Jornada 20   | Jornada 20 |
| Local       | Resultado  | Visitante  | Estadio          | Fecha        | Hora       |
| ----------- | ---------- | ---------- | ---------------- | ------------ | ---------- |
| Ramonense   | 3 - 2      | Puntarenas | Guillermo Vargas | 1 de agosto  | 11:00      |
| Cartaginés  | 2 - 1      | Saprissa   | Fello Meza       | 1 de agosto  | 11:00      |
| Alajuelense | 3 - 0      | Rohrmoser  | Morera Soto      | 15 de agosto | 11:00      |
| Herediano   | 0 - 1      | México     | Rosabal Cordero  | 22 de agosto | 11:00      |

| Jornada 21 | Jornada 21 | Jornada 21  | Jornada 21 | Jornada 21      | Jornada 21 |
| Local      | Resultado  | Visitante   | Estadio    | Fecha           | Hora       |
| ---------- | ---------- | ----------- | ---------- | --------------- | ---------- |
| Rohrmoser  | 2 - 0      | Ramonense   | Nacional   | 26 de agosto    | 20:00      |
| Cartaginés | 1 - 1      | México      | Fello Meza | 29 de agosto    | 11:00      |
| Saprissa   | 2 - 1      | Alajuelense | Nacional   | 5 de septiembre | 11:00      |
| Puntarenas | 0 - 0      | Herediano   | Lito Pérez | 5 de septiembre | 11:00      |

| Jornada 22 | Jornada 22 | Jornada 22  | Jornada 22 | Jornada 22       | Jornada 22 |
| Local      | Resultado  | Visitante   | Estadio    | Fecha            | Hora       |
| ---------- | ---------- | ----------- | ---------- | ---------------- | ---------- |
| Saprissa   | 2 - 0      | Ramonense   | Nacional   | 9 de septiembre  | 20:30      |
| Rohrmoser  | 0 - 2      | Herediano   | Nacional   | 29 de septiembre | 20:00      |
| Cartaginés | 0 - 1      | Alajuelense | Fello Meza | 3 de octubre     | 11:00      |
| Puntarenas | 1 - 0      | México      | Lito Pérez | 31 de octubre    | 11:00      |

| Jornada 23 | Jornada 23 | Jornada 23  | Jornada 23       | Jornada 23       | Jornada 23 |
| Local      | Resultado  | Visitante   | Estadio          | Fecha            | Hora       |
| ---------- | ---------- | ----------- | ---------------- | ---------------- | ---------- |
| México     | 0 - 3      | Alajuelense | Nacional         | 1 de septiembre  | 20:00      |
| Puntarenas | 1 - 0      | Rohrmoser   | Lito Pérez       | 12 de septiembre | 11:00      |
| Ramonense  | 3 - 2      | Cartaginés  | Guillermo Vargas | 26 de septiembre | 11:00      |
| Herediano  | 0 - 1      | Saprissa    | Nacional         | 31 de octubre    | 11:00      |

| Jornada 24  | Jornada 24 | Jornada 24 | Jornada 24  | Jornada 24       | Jornada 24 |
| Local       | Resultado  | Visitante  | Estadio     | Fecha            | Hora       |
| ----------- | ---------- | ---------- | ----------- | ---------------- | ---------- |
| Cartaginés  | 2 - 2      | Herediano  | Fello Meza  | 19 de septiembre | 11:00      |
| Saprissa    | 1 - 0      | Puntarenas | Nacional    | 10 de octubre    | 13:30      |
| Rohrmoser   | 2 - 2      | México     | Nacional    | 17 de octubre    | 09:00      |
| Alajuelense | 5 - 0      | Ramonense  | Morera Soto | 31 de octubre    | 11:00      |

| Jornada 25 | Jornada 25 | Jornada 25  | Jornada 25  | Jornada 25       | Jornada 25 |
| Local      | Resultado  | Visitante   | Estadio     | Fecha            | Hora       |
| ---------- | ---------- | ----------- | ----------- | ---------------- | ---------- |
| México     | 0 - 2      | Ramonense   | Nacional    | 22 de septiembre | 11:00      |
| Puntarenas | 1 - 1      | Cartaginés  | Lito Pérez  | 17 de octubre    | 11:00      |
| Rohrmoser  | 1 - 2      | Saprissa    | Morera Soto | 22 de octubre    | 20:00      |
| Herediano  | 1 - 4      | Alajuelense | Nacional    | 7 de noviembre   | 11:00      |

| Jornada 26  | Jornada 26 | Jornada 26 | Jornada 26      | Jornada 26     | Jornada 26 |
| Local       | Resultado  | Visitante  | Estadio         | Fecha          | Hora       |
| ----------- | ---------- | ---------- | --------------- | -------------- | ---------- |
| Cartaginés  | 2 - 1      | Rohrmoser  | Fello Meza      | 10 de octubre  | 11:00      |
| Alajuelense | 1 - 2      | Puntarenas | Morera Soto     | 24 de octubre  | 11:00      |
| Saprissa    | 3 - 0      | México     | Nacional        | 27 de octubre  | 20:00      |
| Ramonense   | 1 - 3      | Herediano  | Rosabal Cordero | 9 de noviembre | 20:00      |

| Jornada 27 | Jornada 27 | Jornada 27  | Jornada 27 | Jornada 27      | Jornada 27 |
| Local      | Resultado  | Visitante   | Estadio    | Fecha           | Hora       |
| ---------- | ---------- | ----------- | ---------- | --------------- | ---------- |
| Rohrmoser  | 0 - 4      | Alajuelense | Nacional   | 9 de septiembre | 18:30      |
| México     | 0 - 0      | Herediano   | Nacional   | 10 de octubre   | 20:00      |
| Saprissa   | 5 - 4      | Cartaginés  | Nacional   | 24 de octubre   | 11:00      |
| Puntarenas | 4 - 0      | Ramonense   | Lito Pérez | 7 de noviembre  | 11:00      |

| Jornada 28  | Jornada 28 | Jornada 28 | Jornada 28       | Jornada 28    | Jornada 28 |
| Local       | Resultado  | Visitante  | Estadio          | Fecha         | Hora       |
| ----------- | ---------- | ---------- | ---------------- | ------------- | ---------- |
| Herediano   | 2 - 1      | Puntarenas | Rosabal Cordero  | 3 de octubre  | 11:00      |
| Ramonense   | 2 - 1      | Rohrmoser  | Guillermo Vargas | 3 de octubre  | 11:00      |
| México      | 1 - 4      | Cartaginés | Nacional         | 6 de octubre  | 20:00      |
| Alajuelense | 0 - 0      | Saprissa   | Nacional         | 17 de octubre | 11:00      |

## Serie por la permanencia

### Ramonense vs. Rohrmoser
| Ida; 28 de noviembre de 1971, 11:00 | Rohrmoser F. C. | 0:0     | A. D. Ramonense | Estadio Nacional, San José          |                                     |
|                                     |                 | Reporte |                 | Árbitro(s): Carlos Francisco Molina | Árbitro(s): Carlos Francisco Molina |

| Vuelta; 5 de diciembre de 1971, 11:00 | A. D. Ramonense                                               | 3:1 (0:0) | Rohrmoser F. C.       | Estadio Guillermo Vargas, San Ramón |                          |
|                                       | - Luis Gerardo Nájera 47' - Luis Calvo 52' - William Cruz 87' | Reporte   | - William Salgado 78' | Árbitro(s): Miguel Lépiz            | Árbitro(s): Miguel Lépiz |

## Final

### Saprissa vs. Alajuelense
Disputaron la final el líder de la primera ronda y el líder de la segunda ronda.
| Ida; 12 de diciembre de 1971, 15:30 | L. D. Alajuelense                                   | 2:1 (1:1) | Deportivo Saprissa  | Estadio Nacional, San José                                   |                                                              |
|                                     | - Juan José Gámez 7' - Alfredo Piedra Gutiérrez 86' | Reporte   | - Carlos Solano 25' | Asistencia: 9 270 espectadores Árbitro(s): Carlos Luis Monge | Asistencia: 9 270 espectadores Árbitro(s): Carlos Luis Monge |

| Vuelta; 15 de diciembre de 1971, 20:30 | Deportivo Saprissa                                                        | 5:3 (3:0, 4:2) (1:3 p.)    | L. D. Alajuelense                                                       | Estadio Nacional, San José                                     |                                                                |
|                                        | - Odir Jacques 23', 92' (pen.) - Carlos Solano 37', 70' - Jaime Grant 44' | Reporte                    | - Roy Sáenz 60' - Juan José Gámez 74' - Óscar Cordero 94'               | Asistencia: 16 794 espectadores Árbitro(s): Luis Paulino Siles | Asistencia: 16 794 espectadores Árbitro(s): Luis Paulino Siles |
|                                        |                                                                           | Tiros desde el punto penal |                                                                         |                                                                |                                                                |
|                                        | - Odir Jacques - Guillermo Hernández - Hernán Morales - Eduardo Umaña     |                            | - Juan José Gámez - Óscar Cordero - Alfonso Estupiñán - Walter Elizondo |                                                                |                                                                |

|                                       |
|                                       |
| Campeón L. D. Alajuelense 12.º título |

## Estadísticas

### Tabla de goleadores
Lista con los máximos anotadores de la temporada.
| Pos. | Jugador            | Equipo      | Goles |
| ---- | ------------------ | ----------- | ----- |
| 1.º  | Roy Sáenz          | Alajuelense | 29    |
| 2.º  | Reynaldo Mullings  | Herediano   | 17    |
| 3.º  | Carlos Solano      | Saprissa    | 15    |
| 4.º  | Alfredo Piedra     | Alajuelense | 13    |
| 5.º  | Vicente Wanchope   | Herediano   | 11    |
| 6.º  | Guido Peña         | Rohrmoser   | 10    |
| 7.º  | Trino Mena         | Puntarenas  | 9     |
| =    | Fernando Rodríguez | Puntarenas  | 9     |
| =    | Odir Jacques       | Saprissa    | 9     |
| 10.º | Hernán Morales     | Saprissa    | 8     |
| =    | Francisco Fonseca  | Cartaginés  | 8     |
| =    | Leonel Hernández   | Cartaginés  | 8     |
| =    | William Cruz       | Ramonense   | 8     |
| 14.º | Alberto Foster     | México      | 7     |
| =    | José Mendoza       | Puntarenas  | 7     |
| 16.º | Miguel Aguilar     | Rohrmoser   | 6     |
| =    | Emilio Valle       | México      | 6     |
| =    | Fernando Montero   | Cartaginés  | 6     |
| 19.º | Héctor Coto        | Cartaginés  | 5     |
| =    | José López         | Cartaginés  | 5     |
| =    | Juan León          | Cartaginés  | 5     |
| =    | Javier Campos      | Puntarenas  | 5     |
| =    | Antonio Morales    | Herediano   | 5     |
| =    | Eduardo Chavarría  | Saprissa    | 5     |
| =    | Édgar Marín        | Saprissa    | 5     |
| =    | Oscar Cordero      | Alajuelense | 5     |